# 茶店镇 (十堰市)
茶店镇是中华人民共和国湖北省十堰市郧阳区下辖的一个镇。

## 行政区划
茶店镇下辖以下村级行政区划单位：
神河社区、长岭沟村、蔡家岭村、二道坡村、长坪村、王家湾村、花庙沟村、曾家沟村、大岭山村、樱桃沟村和茶店村。